# Christoffer Sundby
Jon Christoffer Sundby (Arendal, 26 de septiembre de 1978) es un deportista noruego que compitió en vela en las clases Europe y 49er. Su hermana Siren también compitió en vela.
Ganó dos medallas en el Campeonato Mundial de Europe, oro en 1997 y plata en 1996. También obtuvo una medalla de plata en el Campeonato Mundial de 49er de 2003 y una medalla de bronce en el Campeonato Europeo de 49er de 2002.
Participó en dos Juegos Olímpicos de Verano, en los años 2000 y 2004, ocupando el cuarto lugar en Atenas 2004.

## Palmarés internacional
| Campeonato Mundial | Campeonato Mundial             | Campeonato Mundial | Campeonato Mundial |
| Año                | Lugar                          | Medalla            | Clase              |
| ------------------ | ------------------------------ | ------------------ | ------------------ |
| 1996               | Palma de Mallorca (España)     | Medalla de plata   | Europe             |
| 1997               | San Francisco (Estados Unidos) | Medalla de oro     | Europe             |

| Campeonato Mundial | Campeonato Mundial | Campeonato Mundial | Campeonato Mundial |
| Año                | Lugar              | Medalla            | Clase              |
| ------------------ | ------------------ | ------------------ | ------------------ |
| 2003               | Cádiz (España)     | Medalla de plata   | 49er               |
| Campeonato Europeo |                    |                    |                    |
| Año                | Lugar              | Medalla            | Clase              |
| 2002               | Grimstad (Noruega) | Medalla de bronce  | 49er               |